# Ligat ha’Al 2003/04
Die Ligat ha’Al 2003/04 war die fünfte Spielzeit der höchsten israelischen Fußballliga unter diesem Namen, und die 55. Saison insgesamt. Sie begann am 13. September 2003 und endete am 22. Mai 2004.
Maccabi Haifa gewann die Meisterschaft.

## Modus
Die zwölf Mannschaften spielten im Verlauf der Saison dreimal gegeneinander. Die Teams, die nach 22 Spielen die ersten sechs Plätze belegten, hatten ein Heimspiel mehr als die Teams auf den unteren sechs Plätzen. Die beiden Letztplatzierten mussten in die Liga Leumit absteigen.

## Vereine
| Verein               | Stadt          | Stadion                 | Kapazität |
| -------------------- | -------------- | ----------------------- | --------- |
| Beitar Jerusalem     | Jerusalem      | Teddy-Stadion           | 31.733    |
| Maccabi Tel Aviv     | Tel Aviv-Jaffa | Bloomfield-Stadion      | 29.150    |
| Hapoel Tel Aviv      | Tel Aviv-Jaffa | Bloomfield-Stadion      | 29.150    |
| Bne Jehuda Tel Aviv  | Tel Aviv-Jaffa | Bloomfield-Stadion      | 29.150    |
| FC Bnei Sachnin      | Sachnin        | Kiryat-Eliezer-Stadion  | 14.000    |
| Maccabi Haifa        | Haifa          | Kiryat-Eliezer-Stadion  | 14.000    |
| Hapoel Be’er Scheva  | Be’er Scheva   | Arthur-Vasermil-Stadion | 13.000    |
| Hapoel Petach Tikwa  | Petach Tikwa   | HaMoshava-Stadion       | 11.500    |
| Maccabi Petach Tikwa | Petach Tikwa   | HaMoshava-Stadion       | 11.500    |
| MS Aschdod           | Aschdod        | HaYud-Alef-Stadion      | 07.800    |
| Maccabi Netanja      | Netanja        | Sar-Tov-Stadion         | 07.500    |
| Maccabi Ahi Nazareth | Nazareth       | Ilut-Stadion            | 04.932    |

## Abschlusstabelle
| Pl. | Verein                     | Sp. | S  | U  | N  | Tore    | Diff. | Punkte |
| --- | -------------------------- | --- | -- | -- | -- | ------- | ----- | ------ |
| 1.  | Maccabi Haifa              | 33  | 19 | 6  | 8  | 054:250 | +29   | 63     |
| 2.  | Maccabi Tel Aviv           | 33  | 16 | 9  | 8  | 035:220 | +13   | 57     |
| 3.  | Maccabi Petach Tikwa       | 33  | 16 | 8  | 9  | 049:350 | +14   | 56     |
| 4.  | Hapoel Be’er Scheva        | 33  | 16 | 7  | 10 | 048:360 | +12   | 55     |
| 5.  | Hapoel Tel Aviv            | 33  | 13 | 10 | 10 | 048:370 | +11   | 49     |
| 6.  | Bne Jehuda Tel Aviv        | 33  | 12 | 9  | 12 | 034:420 | −8    | 45     |
| 7.  | MS Aschdod                 | 33  | 11 | 9  | 13 | 047:490 | −2    | 42     |
| 8.  | Hapoel Petach Tikwa        | 33  | 11 | 9  | 13 | 046:520 | −6    | 42     |
| 9.  | Beitar Jerusalem           | 33  | 10 | 9  | 14 | 032:420 | −10   | 39     |
| 10. | FC Bnei Sachnin (N)        | 33  | 8  | 11 | 14 | 031:380 | −7    | 35     |
| 11. | Maccabi Netanja            | 33  | 8  | 7  | 18 | 028:520 | −24   | 31     |
| 12. | Maccabi Ahi Nazareth (N) 1 | 33  | 8  | 6  | 19 | 040:620 | −22   | 27     |

Platzierungskriterien: 1. Punkte – 2. Tordifferenz – 3. geschossene Tore

| (M) | amtierender israelischer Meister     |
| (P) | amtierender israelischer Pokalsieger |
| (N) | Neuaufsteiger der letzten Saison     |

## Kreuztabelle
| Spieltag 1–22        | Maccabi Haifa | Maccabi Tel Aviv | Maccabi Petach Tikwa | Hapoel Be’er Scheva | Hapoel Tel Aviv | Bne Jehuda Tel Aviv | MS Aschdod | Hapoel Petach Tikwa | Beitar Jerusalem | FC Bnei Sachnin | Maccabi Netanja | Maccabi Ahi Nazareth |
| -------------------- | ------------- | ---------------- | -------------------- | ------------------- | --------------- | ------------------- | ---------- | ------------------- | ---------------- | --------------- | --------------- | -------------------- |
| Maccabi Haifa        |               | 0:1              | 0:0                  | 3:2                 | 1:0             | 3:0                 | 0:0        | 0:2                 | 4:0              | 1:0             | 4:0             | 4:1                  |
| Maccabi Tel Aviv     | 0:3           |                  | 0:2                  | 1:3                 | 3:0             | 0:2                 | 0:1        | 3:0                 | 2:1              | 2:2             | 1:0             | 2:0                  |
| Maccabi Petach Tikwa | 0:2           | 2:2              |                      | 1:2                 | 2:1             | 0:0                 | 4:1        | 4:1                 | 1:0              | 2:1             | 0:0             | 2:0                  |
| Hapoel Be’er Scheva  | 2:2           | 0:0              | 2:1                  |                     | 0:0             | 0:0                 | 4:0        | 0:1                 | 2:0              | 2:1             | 2:0             | 1:2                  |
| Hapoel Tel Aviv      | 0:0           | 0:2              | 1:0                  | 3:0                 |                 | 3:0                 | 3:0        | 3:0                 | 4:1              | 0:1             | 2:0             | 1:0                  |
| Bne Jehuda Tel Aviv  | 1:2           | 0:0              | 1:0                  | 0:1                 | 1:1             |                     | 2:1        | 3:3                 | 1:1              | 0:1             | 2:0             | 2:0                  |
| MS Aschdod           | 1:1           | 0:2              | 3:2                  | 1:2                 | 3:3             | 1:2                 |            | 2:0                 | 2:1              | 1:0             | 4:0             | 3:5                  |
| Hapoel Petach Tikwa  | 3:1           | 1:0              | 1:1                  | 2:1                 | 1:1             | 1:0                 | 3:1        |                     | 3:3              | 0:0             | 4:0             | 3:1                  |
| Beitar Jerusalem     | 1:0           | 1:0              | 3:2                  | 0:1                 | 1:1             | 0:0                 | 1:0        | 2:0                 |                  | 1:1             | 0:0             | 4:1                  |
| FC Bnei Sachnin      | 0:1           | 1:1              | 0:0                  | 1:2                 | 1:1             | 2:3                 | 1:0        | 1:1                 | 0:2              |                 | 2:1             | 1:0                  |
| Maccabi Netanja      | 4:3           | 0:1              | 3:0                  | 1:0                 | 2:2             | 3:3                 | 0:0        | 2:1                 | 1:0              | 0:1             |                 | 1:2                  |
| Maccabi Ahi Nazareth | 0:2           | 0:1              | 0:1                  | 2:2                 | 0:2             | 1:2                 | 2:2        | 3:3                 | 2:1              | 0:4             | 2:0             |                      |

| Spieltage 23–33      | Maccabi Haifa | Maccabi Tel Aviv | Maccabi Petach Tikwa | Hapoel Be’er Scheva | Hapoel Tel Aviv | Bne Jehuda Tel Aviv | MS Aschdod | Hapoel Petach Tikwa | Beitar Jerusalem | FC Bnei Sachnin | Maccabi Netanja | Maccabi Ahi Nazareth |
| -------------------- | ------------- | ---------------- | -------------------- | ------------------- | --------------- | ------------------- | ---------- | ------------------- | ---------------- | --------------- | --------------- | -------------------- |
| Maccabi Haifa        |               | 0:1              | –                    | 3:1                 | –               | 2:0                 | 1:1        | –                   | –                | 4:1             | –               | 3:1                  |
| Maccabi Tel Aviv     | –             |                  | 0:0                  | 1:0                 | –               | –                   | –          | 3:0                 | 1:0              | –               | 2:0             | 1:1                  |
| Maccabi Petach Tikwa | 0:1           | –                |                      |                     | 2:1             | –                   | 2:2        | 2:1                 | –                | 2:1             | –               | –                    |
| Hapoel Be’er Scheva  | –             | –                | 1:3                  |                     | 3:2             | –                   | –          | 0:0                 | 0:1              | –               | 2:1             | 2:1                  |
| Hapoel Tel Aviv      | 1:0           | 0:1              | –                    | –                   |                 | 2:1                 | 1:0        | –                   | –                | 2:2             | –               | 3:2                  |
| Bne Jehuda Tel Aviv  | –             | 1:0              | 0:1                  | 1:6                 | –               |                     | –          | –                   | 2:0              | –               | 1:0             | 0:2                  |
| MS Aschdod           | –             | 1:1              | –                    | 1:1                 | –               | 3:0                 |            | –                   | –                | 4:1             | 2:1             | –                    |
| Hapoel Petach Tikwa  | 0:2           | –                | –                    | –                   | 2:2             | 1:2                 | 0:3        |                     | –                | 1:3             | –               | 4:1                  |
| Beitar Jerusalem     | 0:1           | –                | 2:4                  | –                   | 3:2             | –                   | 0:3        | 1:0                 |                  | –               | –               | –                    |
| FC Bnei Sachnin      | –             | 0:0              | –                    | 0:1                 | –               | 1:1                 | –          | –                   | 0:0              |                 | 0:1             | –                    |
| Maccabi Netanja      | 1:0           | –                | 0:3                  | –                   | 2:0             | –                   | –          | 1:3                 | 1:1              | –               |                 | –                    |
| Maccabi Ahi Nazareth | –             | –                | 2:3                  | –                   | –               | –                   | 3:0        | –                   | 0:0              | 1:0             | 2:2             |                      |

## Torschützenliste
| Pl. | Name            | Team                 | Tore |
| --- | --------------- | -------------------- | ---- |
| 01. | Shai Holtzman   | MS Aschdod           | 16   |
| 01. | Ofir Haim       | Hapoel Be’er Scheva  | 16   |
| 03. | Asi Tubi        | Maccabi Ahi Nazareth | 13   |
| 03. | Mano Hassan     | Hapoel Petach Tikwa  | 13   |
| 03. | Omer Golan      | Maccabi Petach Tikwa | 13   |
| 06. | Tomislav Erceg  | Hapoel Petach Tikwa  | 12   |
| 07. | Mate Baturina   | Bne Jehuda Tel Aviv  | 11   |
| 07. | Ibezito Ogbonna | Hapoel Tel Aviv      | 11   |
| 09. | Lior Asulin     | FC Bnei Sachnin      | 10   |
| 09. | Gustavo Boccoli | Maccabi Ahi Nazareth | 10   |